# Corleto Monforte
Corleto Monforte là một đô thị (comune) thuộc tỉnh Salerno trong vùng Campania của Ý. Corleto Monforte có diện tích 58 km2, dân số là 680 người (thời điểm năm 2008).